# Lübtheen
Lübtheen è una città del Meclemburgo-Pomerania Anteriore, in Germania.
Appartiene al circondario di Ludwigslust-Parchim (targa LWL).